# Kommersant

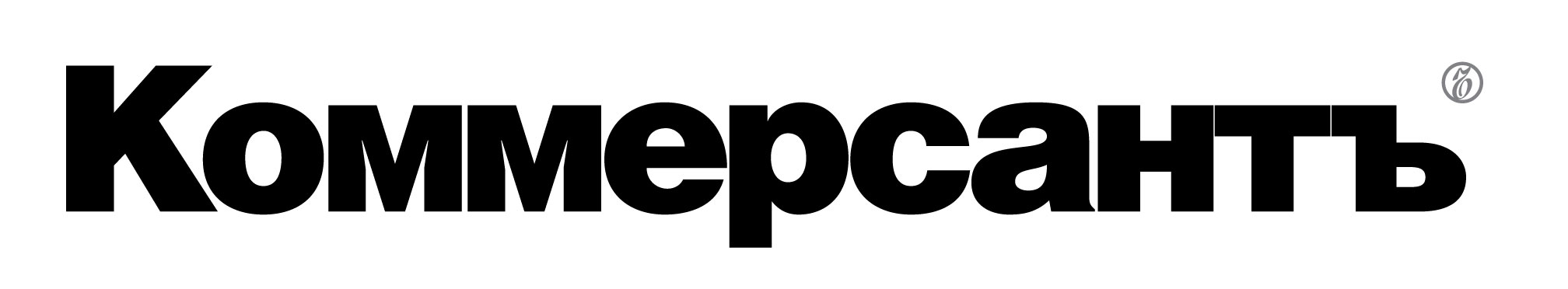
Logo

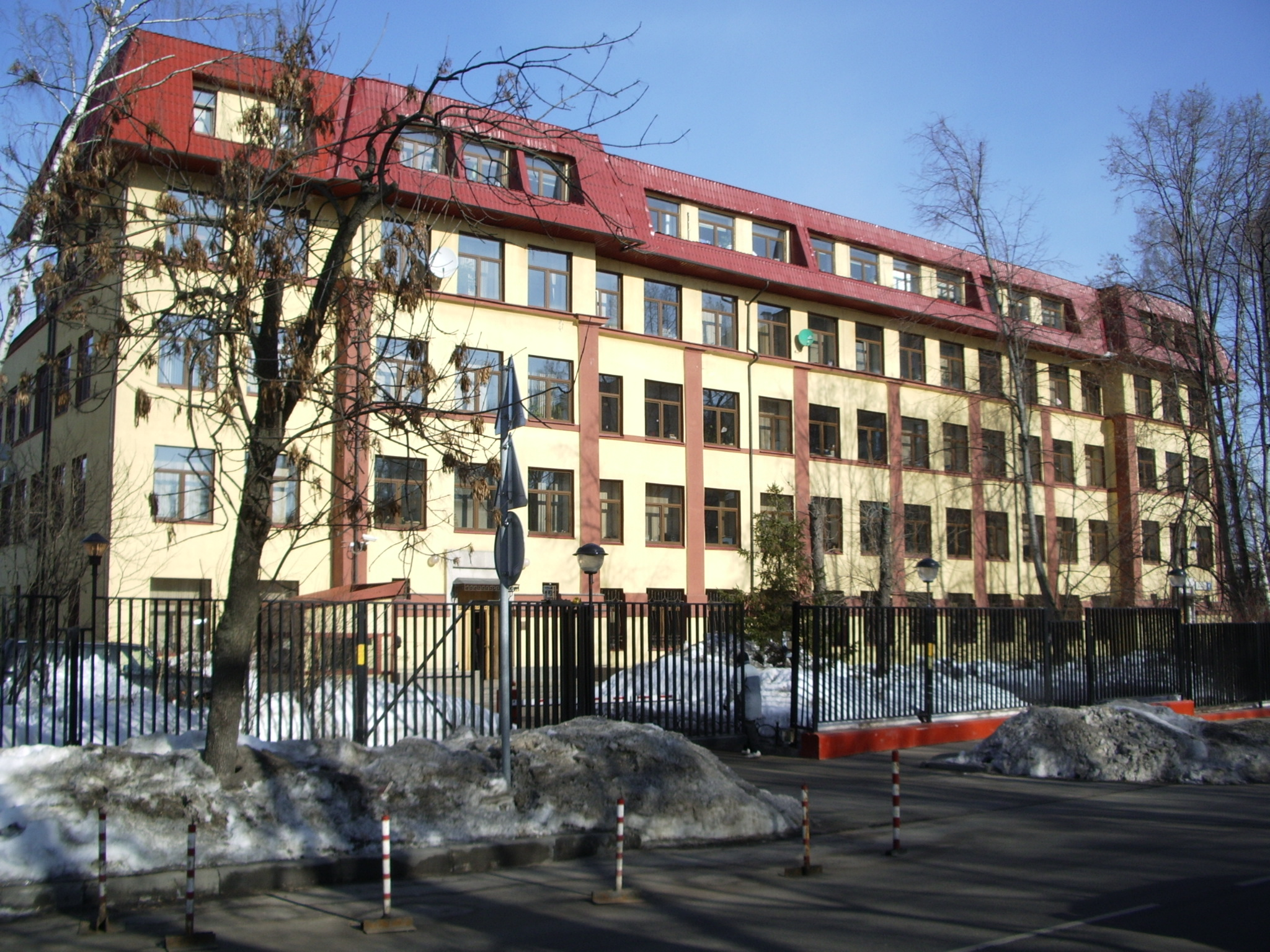
Kantoor van Kommersant

Kommersant (Russisch: Коммерсантъ, letterlijk: "De Zakenman") is een Russisch dagblad met het zwaartepunt op de handel. In 2005 bedroeg de oplage 131.000.
Het nieuwsblad ontstond oorspronkelijk in 1909, maar werd opgeheven na de machtsovername door de bolsjewieken en de introductie van de censuur in 1919.
In december 1989 werd het blad opnieuw opgericht door zakenman Vladimir Jakovlev, een correspondent van het tijdschrift Ogonek en tevens de oprichter van het eerste onafhankelijke informatieagentschap in Rusland een jaar eerder. Om te bewijzen dat Kommersant het Sovjettijdperk had overleefd, wordt de naam "Kommersant" gespeld in het Russisch met een hard teken (ъ) aan het einde, een diakritisch teken, eerder jer genoemd, dat grotendeels werd afgeschaft in de communistische tijd in een poging om de Russische taal te hervormen. Dit teken wordt gebruikt in het logo van Kommersant, waarbij aan het einde van het woord "Kommersant" het hard teken (ъ) er met een schrijfletter is achtergeplaatst.
In 1997 werd de uitgeverij Kommersant, inclusief het dagblad en twee wekelijkse nieuwsbladen, Kommersant-Vlast (over politiek) en Kommersant-Dengi (over financiën), gekocht door mediamagnaat Boris Berezovski.
Het is een van de weinige kranten in Rusland die een kritische kijk heeft op de regering, hetgeen niet verwonderlijk is daar Berezovski dankzij Poetin zijn positie als zakenman en politicus kwijtraakte en daarna tot aan zijn dood in 2013 in het Verenigd Koninkrijk woonde. De algemeen directeur was tot 14 juli 2005 Andrej Vassiliejev en de hoofdredacteur Aleksandr Stoekalin. Berezovski verklaarde op die datum echter dat ze zouden worden vervangen in een zet die algemeen wordt gezien als de voorbereiding op de Russische presidentsverkiezingen van 2008.
In januari 2006 verklaarde Berezovski echter een machtsomwenteling voor te bereiden in Rusland, waarna hij uit veiligheid in februari 2006 verklaarde zijn aandelen in de uitgeverij Kommersant aan zijn Georgische partner Badri Patarkatsisjvili te zullen verkopen. Patarkatsisjvili zou volgens een interview van Berezovski met Radio Free Europe/Radio Liberty daardoor 100% van de aandelen in handen krijgen. Op 31 augustus 2006 verkocht Patarkatsisjvili Kommersant echter door aan de Russische staalmagnaat Alisjer Oesmanov, die goede relaties heeft met Poetin, maar beloofd heeft de inhoud van de krant ongemoeid te laten.